# Trần Thanh Liêm
Trần Thanh Liêm (sinh năm 1962) là một chính khách Việt Nam. Ông nguyên là Phó Bí thư Tỉnh ủy, Chủ tịch Ủy ban nhân dân tỉnh Bình Dương khóa IX, nhiệm kỳ 2016–2021; Là bị can, bị cáo, tù phạm trong vụ án vi phạm các quy định về quản lý tài sản Nhà nước gây thất thoát lãng phí, chuyển nhượng trái phép dự án Tân Phú cho tư nhân.

## Lý lịch và học vấn
Trần Thanh Liêm sinh ngày 5 tháng 6 năm 1962, quê quán xã An Sơn, thành phố Thuận An, tỉnh Bình Dương;
Gia nhập Đảng Cộng sản Việt Nam năm 1985.
Trình độ chuyên môn: Cử nhân Luật

## Sự nghiệp
Trước khi về Ủy ban nhân dân tỉnh Bình Dương nhận công tác, Trần Thanh Liêm từng kinh qua các chức vụ Phó Chủ tịch UBND huyện Thuận An; Chủ tịch UBND huyện Thuận An, tỉnh Bình Dương và Bí thư Thị ủy Thuận An.
Tại Quyết định 2340/QĐ-TTg ngày 2/12/2013, phê chuẩn việc bầu bổ sung thành viên Ủy ban nhân dân tỉnh Bình Dương nhiệm kỳ 2011-2016, Thủ tướng quyết định phê chuẩn việc bầu bổ sung chức vụ Phó Chủ tịch Ủy ban nhân dân tỉnh Bình Dương nhiệm kỳ 2011-2016 đối với Trần Thanh Liêm, Ủy viên Thường vụ Tỉnh ủy Bình Dương, Bí thư Thị ủy Thuận An.
Sáng ngày 27/10/2015, Đại hội Đảng bộ tỉnh Bình Dương lần thứ X nhiệm kỳ 2015-2020 đã bầu Trần Thanh Liêm tái đắc cử Phó bí thư Tỉnh ủy Bình Dương.
Sáng ngày 10/12/2015, Hội đồng nhân dân tỉnh Bình Dương khóa VIII bầu bổ sung chức danh chủ tịch tỉnh, kết quả: 60/61 đại biểu có mặt tại kỳ họp tín nhiệm bầu Trần Thanh Liêm - Phó Bí thư Tỉnh ủy, Phó Chủ tịch thường trực Ủy ban nhân dân tỉnh Bình Dương giữ chức Chủ tịch tỉnh Ủy ban nhân dân tỉnh nhiệm kỳ 2011-2016.
Ngày 28/12/2015, Thủ tướng Nguyễn Tấn Dũng đã ký quyết định 2409/QĐ-TTg phê chuẩn Trần Thanh Liêm làm Chủ tịch Ủy ban nhân dân tỉnh Bình Dương nhiệm kỳ 2011 - 2016.
Ngày 24/6/2016, Hội đồng nhân dân tỉnh Bình Dương khóa IX đã họp kỳ thứ nhất, bầu Trần Thanh Liêm, Phó Bí thư Tỉnh ủy, Chủ tịch Ủy ban nhân dân tỉnh khóa VIII, tái đắc cử chức vụ Chủ tịch Ủy ban nhân dân tỉnh.
Ngày 02/10/2020, Hội đồng Nhân dân tỉnh Bình Dương khóa X đã họp kỳ thứ XVI miễn nhiệm chức danh Chủ tịch Ủy ban Nhân dân tỉnh đối với ông Trần Thanh Liêm để nghỉ hưu theo nguyện vọng cá nhân.

## Bị kết án tù
Theo kết luận của Ủy ban Kiểm tra Trung ương tại kỳ họp từ ngày 14 đến 16/6, ông Trần Thanh Liêm, nguyên Phó bí thư Tỉnh ủy, nguyên Chủ tịch UBND tỉnh Bình Dương, cùng chịu trách nhiệm về các vi phạm, khuyết điểm của Ban Thường vụ Tỉnh ủy nhiệm kỳ 2015-2020; chịu trách nhiệm người đứng đầu về những vi phạm, khuyết điểm của Ban cán sự đảng UBND tỉnh nhiệm kỳ 2016-2021; chịu trách nhiệm trong việc bổ sung văn bản nhằm hợp thức việc chuyển nhượng trái phép dự án Tân Phú cho tư nhân. Hai ngày sau, Ban bí thư quyết định cách tất cả các chức vụ trong Đảng (nhiệm kỳ 2015 - 2020) đối với ông Trần Thanh Liêm.
Ngày 30/6/2021, C03 Bộ Công An ra quyết định khởi tố bị can và bắt tạm giam về hành vi vi phạm các quy định về quản lý tài sản Nhà nước gây thất thoát lãng phí.
Ông Liêm bị cáo buộc có động cơ vụ lợi, để 188 ha "đất vàng" rơi vào tay tư nhân, gây thiệt hại cho Nhà nước hơn 5.000 tỷ đồng, cùng tội danh là cựu chủ tịch tỉnh Bình Dương Trần Văn Nam, cả hai ngày 30-8-2022 bị kết án 7 năm tù. Trong vụ án này, ông Nguyễn Văn Minh, cựu Chủ tịch HĐQT Tổng công ty SX- XNK Bình Dương, bị cáo buộc với vai trò chủ mưu, tội Vi phạm quy định về quản lý, sử dụng tài sản Nhà nước gây thất thoát và tội Tham ô tài sản, bị kết án 27 năm tù.,